# Grano rosso sangue II - Sacrificio finale
Grano rosso sangue II - Sacrificio finale (Children of the Corn II: The Final Sacrifice) è un film horror diretto da David Price, ispirato al racconto I figli del grano contenuto nella raccolta A volte ritornano di Stephen King. Il film è il sequel di Grano rosso sangue - Children of the Corn (1984).
L'edizione home video è stata distribuita con il titolo Grano rosso sangue 2 - Sacrificio finale oppure semplicemente con l'altro titolo L'ultimo sacrificio.

## Sequel
Il sequel è Grano rosso sangue 3 - Urban Harvest (1995).